# Code de procédure civile (France, 1806)
Pour les articles homonymes, voir Code de procédure civile.
Le code de procédure civile, décrété le 12 avril 1806, promulgué le 24 avril 1806, est le premier code de procédure civile en droit français. Il est un recueil de diverses lois de procédure promulguées durant la Révolution, le Directoire, le Consulat et le début de l’Empire, ainsi qu'une reprise de certaines dispositions de l'Ancien Droit.

## Caractéristiques

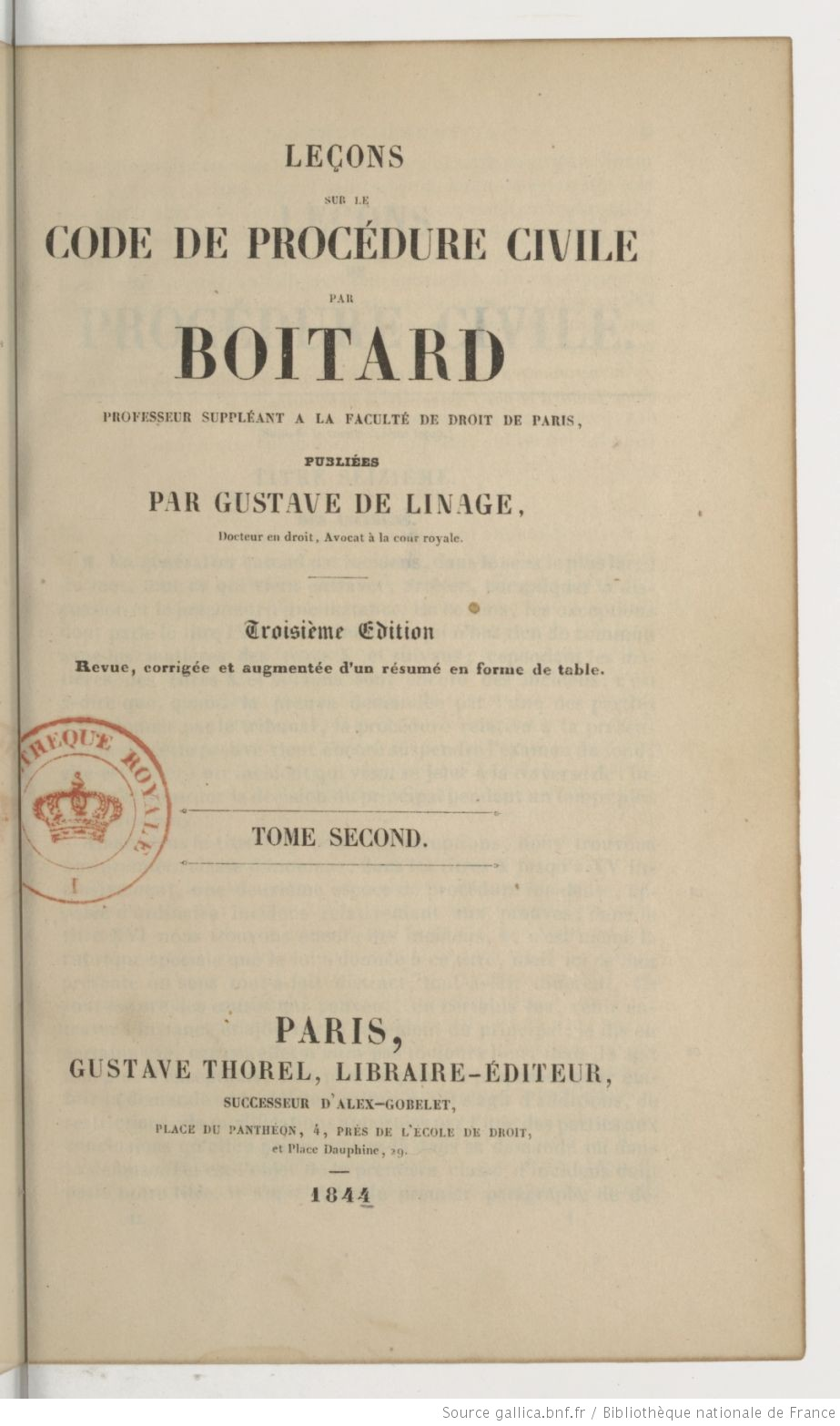
Leçons sur le Code de procédure civile par Joseph-Edouard Boitard (1844).

Ce code de procédure civile comprend 1 042 articles et est applicable à compter du 1er janvier 1807.
Des critiques ont été portés à l'encontre de cette codification de la procédure civile. Le code paraissait être essentiellement un code de formalités, qui ne contenait pas toutes les dispositions relatives à la procédure. Ainsi, par exemple, il ne contenait aucune disposition sur l'organisation judiciaire. Pour autant, malgré les critiques, il est resté plus d'un siècle sans être retouché avant de faire l'objet d'un « toilettage » à partir de 1935, pour être profondément remanié au cours des quatre décennies suivantes.
Il restera en vigueur jusque dans les années 1970, remplacé par le nouveau code de procédure civile. Pendant une trentaine d'années coexisteront deux codes de procédure civile : d'une part le « nouveau code de procédure civile », d'autre part l'« ancien code de procédure civile », comprenant le reliquat des dispositions du code de procédure civile de 1806 non encore abrogées.

## Plan

### Première partie: procédure devant les tribunaux
- Livre Ier : De la Justice de Paix 
  - Titre Ier : Des Citations (articles 1 à 7)
  - Titre II : Des audiences du juge de paix et de la comparution des parties (articles 8 à 18)
  - Titre III : Des jugements par défaut et des oppositions à ces jugements (articles 19 à 22)
  - Titre IV : Des jugement sur les actions possessoires (articles 23 à 27)
  - Titre V : Des jugements qui ne sont pas définitifs et de leur exécution (articles 28 à 31)
  - Titre VI : De la mise en cause des garants (articles 32 et 33)
  - Titre VII : Des enquêtes (articles 34 à 40)
  - Titre VIII : Des visites des lieux et des appréciations (articles 41 à 43)
  - Titre IX : De la récusation des juges de paix (articles 44 à 47)

- Livre II : Des tribunaux inférieurs
  - Titre Ier : De la conciliation (articles 48 à 58)
  - Titre II : Des ajournements (articles 59 à 74)
  - Titre III : Constitution d'avoués et dépenses (articles 75 à 82)
  - Titre IV : De la communication au ministère public (articles 83 et 84)
  - Titre V : Des audiences, de leur publicité et de leur police (articles 85 à 92)
  - Titre VI : Des délibérés et instructions par écrit (articles 93 à 115)
  - Titre VII : Des jugements (articles 116 à 148)
  - Titre VIII : Des jugements par défaut et oppositions (articles 149 à 165)
  - Titre IX : Des exceptions
    - § I : De la caution à fournir par les Étrangers (articles 166 et 167)
    - § II : Des renvois (articles 168 à 172)
    - § III : Des nullités (article 173)
    - § IV : Des exceptions dilatoires (articles 174 à 187)
    - § V : De la communication des pièces (articles 188 à 192)

  - Titre X : De la vérification des écritures (articles 193 à 213)
  - Titre XI : Du faux incident civil (articles 214 à 251)
  - Titre XII : Des enquêtes (articles 252 à 294)
  - Titre XIII : Des descentes sur les lieux (articles 295 à 301)
  - Titre XIV : Des rapports d'expertise (articles 302 à 323)
  - Titre XV : De l'interrogatoire sur faits et articles (articles 324 à 336)
  - Titre XVI : Des incidents
    - § I : Des demandes incidentes (articles 337 et 338)
    - § II : De l'intervention (articles 339 à 341)

  - Titre XVII : Des reprises d'instance et constitution de nouvel avoué (articles 342 à 351)
  - Titre XVIII : Du désaveu (articles 352 à 362)
  - Titre XIX : Des règlements de juges (articles 363 à 367)
  - Titre XX : Du renvoi à un autre tribunal pour parenté ou alliance (articles 368 à 377)
  - Titre XXI : De la récusation (articles 378 à 396)
  - Titre XXII : De la péremption (articles 397 à 401)
  - Titre XXIII : Du désistement (articles 402 et 403)
  - Titre XXIV : Des matières sommaires (articles 404 à 413)
  - Titre XXV : Procédure devant les tribunaux de commerce (articles 414 à 442)

- Livre III : Des cours royales
  - Titre unique : De l'appel et de l'instruction des affaires (articles 443 à 473)

- Livre IV : Des voies extraordinaires pour attaquer les jugements
  - Titre Ier : De la tierce opposition (articles 474 à 479)
  - Titre II : De la requête civile (articles 480 à 505)
  - Titre III : De la prise à partie (articles 506 à 516)

- Livre V : De l'exécution des jugements
  - Titre Ier : Des réceptions de cautions (articles 517 à 522)
  - Titre II : De la liquidation des dommages-intérêts (articles 523 à 525)
  - Titre III : De la liquidation des fruits (article 526)
  - Titre IV : Des redditions de comptes (articles 527 à 542)
  - Titre V : De la liquidation des dépens et frais (articles 543 et 544)
  - Titre VI : Règles générales sur l'exécution forcée des jugements et actes (articles 545 à 556)
  - Titre VII : Des saisies-arrêts ou oppositions (articles 557 à 582)
  - Titre VIII : Des saisies-exécutions (articles 583 à 625)
  - Titre IX : De la saisie des fruits pendant par racine, ou de la saisie-brandon (articles 626 à 635)
  - Titre X : De la saisie des rentes constituées sur particuliers (articles 636 à 655)
  - Titre XI : De la distribution par contribution (articles 656 à 672)
  - Titre XII : De la saisie immobilière (articles 673 à 717)
  - Titre XIII : Des incidents sur la poursuite de saisie immobilière (articles 718 à 748)
  - Titre XIV : De l'ordre (articles 749 à 779)
  - Titre XV : De l'emprisonnement (articles 780 à 805)
  - Titre XVI : Des référés (articles 806 à 811)

### Deuxième partie: procédures diverses
- Livre Ier (sans titre)
  - Titre Ier : Des offres de paiement et de la consignation (articles 812 à 818)
  - Titre II : Du droit des propriétaires sur les meubles, effets et fruits de leurs locataires et fermiers, ou de la saisie-gagerie et de la saisie-arrêt sur débiteurs forains (articles 819 à 825)
  - Titre III : De la saisie-revendication (articles 826 à 831)
  - Titre IV : De la surenchère sur aliénation volontaire (articles 832 à 838)
  - Titre V : Des voies à prendre pour avoir expédition ou copie d'un acte, ou pour le faire réformer (articles 839 à 858)
  - Titre VI : De quelques dispositions relatives à l'envoi en possession des biens d'un absent (articles 859 et 860)
  - Titre VII : Autorisation de la femme mariée (articles 861 à 864)
  - Titre VIII : Des séparations de biens (articles 865 à 874)
  - Titre IX : De la séparation de corps et du divorce (articles 875 à 881)
  - Titre X : Des avis de parents (articles 882 à 889)
  - Titre XI : De l'interdiction (articles 890 à 897)
  - Titre XII : Du bénéfice de cession (articles 898 à 906)

- Livre II : Procédures relatives à l'ouverture d'une succession
  - Titre Ier : De l'apposition des scellés après décès (articles 907 à 925)
  - Titre II : Des oppositions aux scellés (articles 926 et 927)
  - Titre III : De la levée du scellé (articles 928 à 940)
  - Titre IV : De l'inventaire (articles 941 à 944)
  - Titre V : De la vente du mobilier (articles 945 à 952)
  - Titre VI : De la vente des biens immobiliers (articles 953 à 965)
  - Titre VII : Des partages et licitations (articles 966 à 985)
  - Titre VIII : Du bénéfice d'inventaire (articles 986 à 996)
  - Titre IX : De la renonciation à la communauté ou à la succession (article 997)
  - Titre X : Du curateur à une succession vacante (articles 998 à 1002)

- Livre III
  - Titre unique : Des arbitrages (articles 1003 à 1028)

- Dispositions générales (articles 1029 à 1042)